# Ritorno alla vita (film 2015)
Ritorno alla vita (Every Thing Will Be Fine) è un film del 2015 diretto da Wim Wenders.
Il film, con protagonisti James Franco e Charlotte Gainsbourg e girato in 3D nativo, segna il ritorno alla regia di un film da parte del regista tedesco dopo sette anni dall'ultimo lungometraggio, Palermo Shooting (2008).

## Trama
Tomas è uno scrittore statunitense in piena crisi creativa, con un rapporto difficile con il padre, scienziato in pensione, e in preda ai tormenti della scrittura, del successo critico e del riconoscimento intellettuale. 
Dopo una banale lite domestica, una fredda domenica sera, mentre vaga in auto senza meta nella periferia della città in cui vive, si scontra con una slitta che sta scendendo dal pendio sulla strada. La morte del ragazzino che era sulla slitta, e della quale Tomas non ha veramente colpa, fa precipitare nella sua vita tutta una serie di crisi. 
La sua relazione con Sara, innamorata ma con aspettative diverse riguardo alla possibilità di avere dei figli, gli crea angosce che lo spingono a un maldestro tentativo di suicidio, e successivamente a lasciarla. 
La storia di sviluppa in seguito attorno al legame profondo con l'illustratrice Kate, giovane madre di un bambino che vive negli spazi sconfinati del lago Ontario, nonché madre del bambino rimasto ucciso nell'incidente, in parallelo al rapporto che instaura con la sua editrice Ann, anch'essa con una figlia, con la quale va a convivere.

## Produzione
Le riprese del film iniziano il 13 agosto 2013 a Montréal, in Canada. Dopo un lungo stop, le riprese ripartono nell'inverno 2014.

## Colonna sonora
La colonna sonora, composta da Alexandre Desplat, è stata registrata in Svezia insieme alla Gothenburg Symphony Orchestra.

## Promozione
Il 27 luglio 2015 viene diffuso il primo poster italiano del film, mentre il primo trailer viene diffuso il 19 agosto.

## Distribuzione
Il film è stato presentato fuori concorso al Festival internazionale del cinema di Berlino il 10 febbraio 2015.
La pellicola è stata distribuita nelle sale cinematografiche italiane da Teodora Film a partire dal 24 settembre 2015.